# TuS Harpen
Der Turn- und Sportverein Bochum-Harpen 1908/1911 e. V. ist ein Sportverein aus dem Bochumer Stadtteil Harpen. Die erste Fußballmannschaft der Frauen spielte in den Runden 2008/09 und 2009/10 in der drittklassigen Regionalliga West. Neben Fußball bietet der Verein auch Turnen an.

## Geschichte
Der TuS Harpen wurde im Jahre 1908 als Sportverein Harpen gegründet und musste im Jahre 1933 zwangsweise mit dem Turnverein Jahn Harpen zum TuS Harpen fusionieren.

### Frauenfußball
Im Jahre 1970 wurde erstmals eine Frauenmannschaft gemeldet, womit der Verein die älteste Frauenfußballabteilung in Bochum stellte. 1998 stieg die Mannschaft in die seinerzeit drittklassige Verbandsliga Westfalen auf. Zehn Jahre später gelang nach einem 1:1 bei Arminia Bielefeld der Aufstieg in die Regionalliga West. Am 1. Juli 2008 begann eine Kooperation mit dem VfL Bochum. Mit zehn Punkten Rückstand auf den FFC Brauweiler Pulheim wurde Harpen in der Regionalligasaison 2008/09 als Aufsteiger Vizemeister. Ein Jahr später wurde die Mannschaft mit drei Punkten Rückstand auf Meister 1. FFC Recklinghausen Dritter. Der TuS Harpen brachte mit Annike Krahn und Petra Landers zwei deutsche und mit Fatma Kara eine türkische Nationalspielerin hervor. Tanja Schulte brachte es zur Trainerin in der Bundesliga. Im Februar 2010 wurde bekannt, dass der VfL Bochum die Frauenfußballabteilung des TuS Harpen zum 1. Juli 2010 übernehmen würde.
Nach der Übernahme meldete der TuS Harpen wieder eine Frauenmannschaft zur Bochumer Kreisliga B, die im Jahre 2015 in die Kreisliga A aufstieg.

### Männerfußball
Die Männer des TuS Harpen spielen seit dem Aufstieg im Jahre 2010 in der Kreisliga A1 des Fußball-Kreises Bochum. Fünf Jahre später gelang der Aufstieg in die Bezirksliga.
Durch das Erreichen des Moritz-Fiege-Cups, dem Bochumer Kreispokal, in der Saison 2017/18 qualifizierte sich die 1. Mannschaft für den Westfalenpokal der folgenden Saison. Das Pokalfinale wurde auf heimischer Anlage auf dem Sportplatz Steffenhorst ausgetragen. Gegen den Westfalenligisten Concordia Wiemelhausen verlor man mit 0:2 (0:1) vor ca. 900 zahlenden Zuschauern.
Im Westfalenpokal wurde dem TuS der Oberligist FC Brünninghausen aus Dortmund zugelost. Das erste Spiel in diesem Wettbewerb endete zu Hause mit 0:10 für den Oberligisten.
| Spielzeit | Liga        | Platz |                                                             |
| --------- | ----------- | ----- | ----------------------------------------------------------- |
| 2003/2004 | Kreisliga A | 8.    |                                                             |
| 2004/2005 | Kreisliga A | 12.   |                                                             |
| 2005/2006 | Kreisliga A | 15.   | Abstieg                                                     |
| 2006/2007 | Kreisliga B | 4.    |                                                             |
| 2007/2008 | Kreisliga B | 7.    |                                                             |
| 2008/2009 | Kreisliga B | 1.    | Meister – Aufstieg                                          |
| 2009/2010 | Kreisliga A | 14.   | Sieger der Abstiegs-Relegation                              |
| 2010/2011 | Kreisliga A | 11.   |                                                             |
| 2011/2012 | Kreisliga A | 7.    |                                                             |
| 2012/2013 | Kreisliga A | 5.    |                                                             |
| 2013/2014 | Kreisliga A | 1.    | Meister – Aufstieg / 4. Platz Kreispokal                    |
| 2014/2015 | Bezirksliga | 11.   |                                                             |
| 2015/2016 | Bezirksliga | 12.   |                                                             |
| 2016/2017 | Bezirksliga | 12.   |                                                             |
| 2017/2018 | Bezirksliga | 12.   | Kreispokalfinalist – Qualifikation Westfalenpokal 2018/2019 |
| 2018/2019 | Bezirksliga | 8.    |                                                             |
| 2019/2020 | Bezirksliga | 6.    |                                                             |
| 2020/2021 | Bezirksliga |       |                                                             |

## Sportanlage Steffenhorst
Aufgrund von Auswaschungen am Rand des Spielfeldes musste die Spielfläche 2015 stark verkleinert werden. Spiele der Seniorenmannschaften konnten nicht mehr auf der Anlage stattfinden. Die Sportanlage Steffenhorst wurde im Jahr 2017 zu einem Kunstrasenplatz ausgebaut, sodass ab der Saison 2017/2018 wieder alle Mannschaften des Vereins dort trainieren und spielen können.
|  |  |
|  |  |

## Tag der Amateure 2018
Am 14. Oktober 2018 beteiligte sich der Verein am von der Sportzeitschrift 11 Freunde ausgerufenen „Tag der Amateure“. Hierzu wurde die dritte Mannschaft eine Woche lang vom „Gefahrenreporter“ Daniel Danger begleitet. Der Radiosender 1 Live widmete sich eine Woche lang dem Amateurfußball und machte Werbung für das Kreisliga-C-Spiel TuS Harpen III gegen den SV Teutonia Riemke. Ziel war es bis zu 1000 Zuschauer für das Spiel auf dem Sportplatz Steffenhorst zu begeistern. Es sollte ein inoffizieller Zuschauerrekord für ein Spiel einer dritten Mannschaft aufgestellt werden.
Schlussendlich kamen bei bestem Wetter über 2700 Zuschauer zum Harpener Steffenhorst. Auch ein Kamerateam der ARD war vor Ort, sodass am nächsten Tag Szenen des Spiels im ARD-Morgenmagazin gezeigt wurden. Während der Halbzeitpause trat der lokal bekannte Künstler „Graf Hotte“ auf. Das Spiel endete mit einem 5:0-Sieg für den TuS Harpen.

## Persönlichkeiten
- Nathalie Bock
- Hue-Man Cao
- Ninon Kalpein
- Fatma Kara
- Sabrina Kleifges
- Mirja Kothe
- Annike Krahn
- Petra Landers
- Tanja Schulte
- Kathrin van Kampen